# Euroliga 2009./10. (vaterpolo)
Ovo je četrdeset i sedmo izdanje elitnog europskog klupskog vaterpolskog natjecanja. Sudjelovale su 34 momčadi, a Final four održan je u Napulju u Italiji.
Poluzavršnica
- Pro Recco -  Partizan 8:7
- Primorac -  Jug 11:10

Završnica
- Pro Recco -  Primorac 9:3

- sastav Pro Recca (šesti naslov): Stefano Tempesti, Damir Burić, Norbert Madaras, Andrea Mangiante, Tamás Kásás, Maurizio Felugo, Filip Filipović, Pietro Figlioli, Tibor Benedek, Alessandro Calcaterra, Vanja Udovičić, Guillermo Molina, Slobodan Nikić